# Işıklar, Afyonkarahisar
Işıklar là một thị trấn thuộc thành phố Afyonkarahisar, tỉnh Afyonkarahisar, Thổ Nhĩ Kỳ. Dân số thời điểm năm 2011 là 7.25 người.